# Шок-сайты
Шок-сайты — это веб-сайты, созданные с намерением вызвать у посетителя сильную эмоциональную реакцию, такую как отвращение, страх, шок или дискомфорт. Чаще всего такие ресурсы публикуют откровенно провокационный, графически жестокий, порнографический или иным образом нарушающий нормы контент, зачастую без предварительного предупреждения. Шок-сайты появились в конце 1990-х — начале 2000-х годов и стали известны благодаря вирусному распространению в интернете.

## Содержание и тематика
Контент шок-сайтов варьируется от откровенно нелицеприятных изображений (например, фотографии тел после несчастных случаев или казней) до видеозаписей с реальными сценами насилия, сексуального характера или нечеловеческих условий содержания людей и животных. Часто такие сайты не сопровождаются объяснительным текстом и могут демонстрировать материалы без возрастной маркировки или систем фильтрации.
Наиболее известные тематики шок-сайтов:
- реальная смерть и казни;
- тяжёлые телесные повреждения;
- сцены медицинских операций без контекста;
- экстремальные формы порнографии;
- сцены насилия над животными;
- провокационные и аморальные изображения.

## Известные примеры
Наиболее известными шок-сайтами являются:
- Rotten.com — один из первых и самых известных шок-сайтов, существовавший с 1996 года. Он публиковал фотографии тел, ранения, сцены убийств и другие реалистичные изображения смерти. Сайт был закрыт в 2012 году.
- Goatse.cx — сайт, ставший мемом в интернете за счёт одного графического изображения, содержавшего непристойную сцену. Часто использовался в качестве "ловушки" для шутки над пользователями.
- Lemonparty.org, Meatspin.com, Tubgirl — сайты, запомнившиеся благодаря вирусной популярности и шокирующему содержанию, распространённому через форумы и мессенджеры без предупреждения.

## Распространение и влияние
Шок-сайты часто использовались в интернет-культурах начала 2000-х годов как средство троллинга. Пользователи размещали ссылки на такие сайты, маскируя их под безобидные, чтобы вызвать у ничего не подозревающего человека резкую реакцию.
Со временем социальные сети, поисковые системы и провайдеры начали блокировать подобные ресурсы из-за многочисленных жалоб, проблем с правами и общественной безопасностью. Тем не менее, шок-контент продолжает существовать, переместившись на платформы с меньшей модерацией.

## Критика и правовые аспекты
Шок-сайты подвергались критике со стороны общественных и правозащитных организаций за распространение жестокого и аморального контента. Во многих странах публикация некоторых материалов, представленных на таких сайтах, может быть расценена как нарушение закона, например, пропаганда насилия, порнографии или жестокого обращения с животными.
Некоторые сайты нарушали нормы приличия и оказывали негативное воздействие на психику пользователей, включая подростков, получивших доступ без ограничений.

## Современное положение
К 2020-м годам большинство культовых шок-сайтов было закрыто или заблокировано. Однако идея шок-контента трансформировалась и частично сохранилась в виде видео на менее регулируемых платформах, в даркнете и в виде вирусных роликов, размещаемых без предупреждения в социальных сетях и мессенджерах.
Вопросы регулирования шок-контента остаются актуальными, особенно в контексте защиты несовершеннолетних пользователей и борьбы с психологическим насилием в цифровом пространстве.